# Gourdon-Halbinsel
Die Gourdon-Halbinsel ist eine 10 km lange und verschneite Halbinsel, welche die südöstliche Seite der Lapeyrère-Bucht im Nordosten der Anvers-Insel im Palmer-Archipel bildet.
Jean-Baptiste Charcot erkundete die Nordostküste der Anvers-Insel bei der Vierten Französischen Antarktisexpedition (1903–1905). Er gab einer Landspitze zwischen der Lapeyrère-Bucht und der Fournier-Bucht den Namen Pointe Gourdon nach dem französischen Vize-Admiral Palma Firmin Christian Gourdon (1843–1913). Das UK Antarctic Place-Names Committee übertrug die Benennung 1956 auf die Halbinsel, die mit der von Charcot identifizierten Landspitze identisch ist.